# Mušalež
Mušalež is een plaats in de gemeente Poreč in de Kroatische provincie Istrië. De plaats telt 222 inwoners (2001).